# Fabio Biondi
Fabio Biondi (Palermo, 15 marzo 1961) è un violinista e direttore d'orchestra italiano.

## Biografia
Fabio Biondi già a dodici anni inizia a suonare da solista con i giovani cameristi siciliani. A soli sedici anni viene invitato al Musikverein di Vienna per interpretare i concerti per violino di Bach.
Collabora con ensembles che ripropongono in maniera filologicamente esatta la musica antica con strumenti originali, come la Capella Reial de Catalunya, Musica Antiqua Vienna, Il Seminario Musicale, La Chapelle Royale e i Musiciens du Louvre.
Nel 1990 fonda Europa Galante, che in pochissimi anni, grazie ad un immenso successo discografico, diventa uno degli ensemble italiani specializzati in musica antica più famoso e più premiato in campo internazionale.

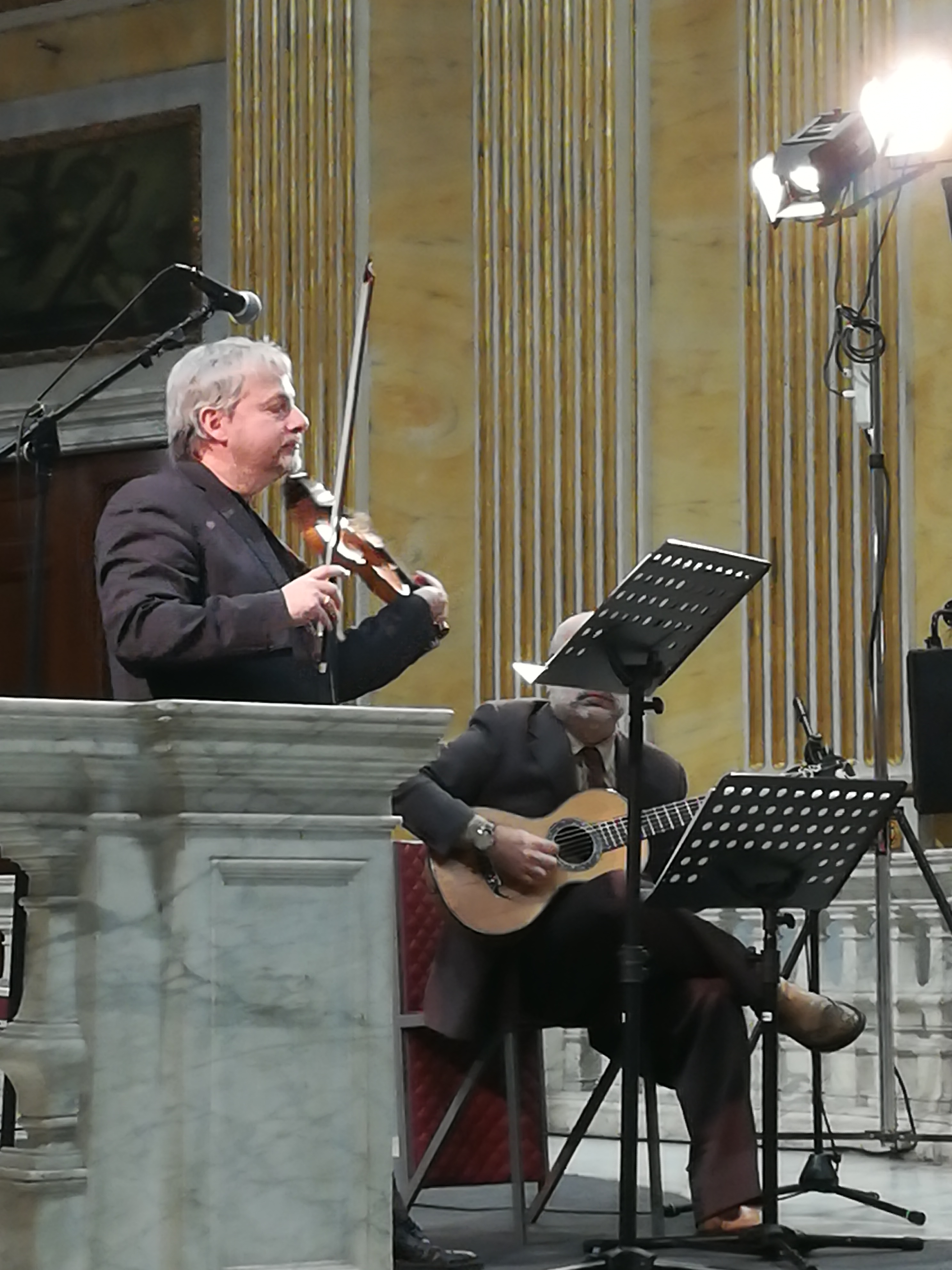
Fabio Biondi, Genova 2019

Il suo sviluppo musicale orientato verso un repertorio universale, ma anche incline alla riscoperta di compositori oggi poco eseguiti, si direziona verso una letteratura che copre 300 anni di musica. La sua produzione discografica lo conferma. Accanto alle Quattro Stagioni vivaldiane, Concerti Grossi di Corelli o le Sonate di Schubert, Schumann o Bach, si evidenziano gli sforzi (in veste direttoriale) tesi alla riscoperta degli oratori, serenate e opere di Alessandro Scarlatti (La Messa di Natale, Clori, Dorino e Amore, Massimo Puppieno, Il trionfo dell'onore, La Principessa fedele e Carlo re d'Alemagna) alle opere di Haendel, come al repertorio violinistico del '700 italiano, Francesco Maria Veracini, Antonio Vivaldi, Pietro Locatelli, Giuseppe Tartini.
Oggi, Fabio Biondi incarna il simbolo della perpetua ricerca dello stile, uno stile libero da condizionamenti dogmatici e interessato alla ricerca del linguaggio originale. Questa inclinazione lo porta a collaborare in veste di solista e direttore con orchestre quali: Santa Cecilia a Roma, Orchestra da Camera di Rotterdam, Opera di Nizza, Opera di Halle, Orchestra da Camera di Zurigo, Orchestra da Camera di Norvegia, Orchestra Mozarteum di Salisburgo, la Mahler Chamber Orchestra, etc.
Fabio Biondi è, dal marzo 2005, direttore stabile per la musica antica della Stavanger Symphony Orchestra.
Dal 2010, sarà direttore stabile per la musica barocca dell'Orchestra di Camera di Lausanne.
Fabio Biondi suona un violino Carlo Ferdinando Gagliano (1766), appartenuto al suo Maestro Salvatore Cicero e messo a disposizione dall'omonima fondazione.

## Discografia
- 1986: Cantate Italiane e Sonata, di Vivaldi, violino solo, con Gérard Lesne controtenore e Il Seminario musicale, diapason d'or, per la Adda. Riedito dalla Musidisc nel 2001.
- 1991: Le Quattro Stagioni, di Vivaldi, versione di Manchester, con l'Europa Galante, diapason d'or, per la Opus 111
- 1992: 6 Trii per archi, opus 47, di Boccherini, con Angelo Bartoletti alto et Maurizio Naddeo violoncello, per la Opus 111
- 1992: Caino ovvero il primo omicidio, oratorio di Alessandro Scarlatti, con Rinaldo Alessandrini, l'Europa Galante, il Concerto Italiano, Gloria Banditelli e Cristina Miatello, per la Opus 111
- 1992: Salve Regina, di Vivaldi, con Gérard Lesne e Il Seminario musicale, diapason d'or, Virgin
- 1992: Sonate Concertate Libro I e Libro II di Dario Castello, con l'Europa Galante, per la Opus 111
- 1992: 5 Sonate di Giuseppe Tartini, con l'Europa Galante, per la Opus 111
- 1996: Sonate di Dresda, di Vivaldi, con Rinaldo Alessandrini, Maurizio Naddeo e l'Europa Galante, per la Opus 111
- 1997: L'Estro Armonico, di Vivaldi, con l'Europa Galante, Virgin
- 1998: La Passione di Gesù Cristo Signor Nostro, di Antonio Caldara, con Patricia Petibon, Francesca Pedaci e l'Europa Galante, Virgin
- 1998: Cantatas & Arias, di Johann Sebastian Bach, con l'Europa Galante e il tenore Ian Bostridge, Virgin
- 1999: La Tempesta di mare, di Vivaldi, con l'Europa Galante, Virgin
- 2001: Il Cimento dell'armonia e dell'inventione, sia una nuova versione di Le Quattro Stagioni e altri concerti di Vivaldi, Virgin
- 2002: Concerti,  concerti di Vivaldi, registrati nel 1990, con l'Europa Galante, diapason d'or, per la Opus 111
- 2002: Concerti & Sinfonie, Concerti e sinfonie di Alessandro Scarlatti, con l'Europa Galante, diapason d'or, Virgin
- 2002: Stabat Mater, di Vivaldi, con l'Europa Galante e David Daniels, diapason d'or, Virgin
- 2002: Concerti Per Mandolini/concerto Con Molti Strumenti, concerti per mandolini e concerto per vari strumenti, di Vivaldi, con l'Europa Galante, Virgin
- 2002: Italian Violin Sonatas, sonate italiane per violino Francesco Maria Veracini, Pietro Locatelli, Michele Mascitti, Francesco Geminiani e Giuseppe Tartini, con l'Europa Galante, Virgin
- 2003: The Four Seasons, riedizione accorciate dell'album del 2001, Virgin
- 2003: Guitar Quintets, quintetti per chitarra di Boccherini, con l'Europa Galante, Virgin
- 2003: Humanità e Lucifero, oratorio di Alessandro Scarlatti, registrato nel 1993, con Rossana Bertini, Gloria Banditelli, Silvia Piccollo e l'Europa Galante, per la Naïve Records
- 2003: Concerti grossi, opus 6, concerti di Arcangelo Corelli, con l'Europa Galante, per la Naïve
- 2004: Mottetti di Vivaldi, con Patrizia Ciofi e l'Europa Galante, Virgin
- 2004: La Santissima Trinità, oratorio di Alessandro Scarlatti con Vivica Genaux e l'Europa Galante, Virgin
- 2005: Bajazet dramma per musica di Vivaldi, con Patrizia Ciofi, David Daniels e Vivica Genaux, diapason d'or, Virgin
- 2005: Vivaldi: Concerti Per Molti Strumenti Vol. 2, concerti di Vivaldi, Virgin
- 2005: Il Re, di Umberto Giordano, estratti registrati in pubblico nel 1971, con Elena Baggiore, Mario Ferrara e Tito Turtura, per Gala
- 2006: Mozart Violin Concertos 1, 2 & 3, concerti per violino N. 1, 2 e 3 di Mozart, Virgin
- 2006: Il Manoscritto di Manchester, sonate di Vivaldi, con Rinaldo Alessandrini e Maurizio Naddeo, per la Arcana
- 2006: Stabat Mater di Pergolesi, con David Daniels e Dorothea Röschmann, Virgin
- 2007: Improvisata, Sinfonie con titoli di Vivaldi, Sammartini, Boccherini, Monza e Demachi, Virgin